# 希登泉米申 (亞利桑那州)
希登泉米申（英語：Hidden Springs Mission）是位於美國亞利桑那州可可尼諾縣的一個非建制地區。該地的面積和人口皆未知。

## 地理
希登泉米申的座標為36°11′21″N 111°23′42″W / 36.18917°N 111.39500°W，而該地的平均海拔高度為1469米（即4819英尺）。